# Heterischnus ipse
Heterischnus ipse är en stekelart som först beskrevs av Tohru Uchida 1956.  Heterischnus ipse ingår i släktet Heterischnus och familjen brokparasitsteklar. Inga underarter finns listade i Catalogue of Life.